# Tour de Taiwan

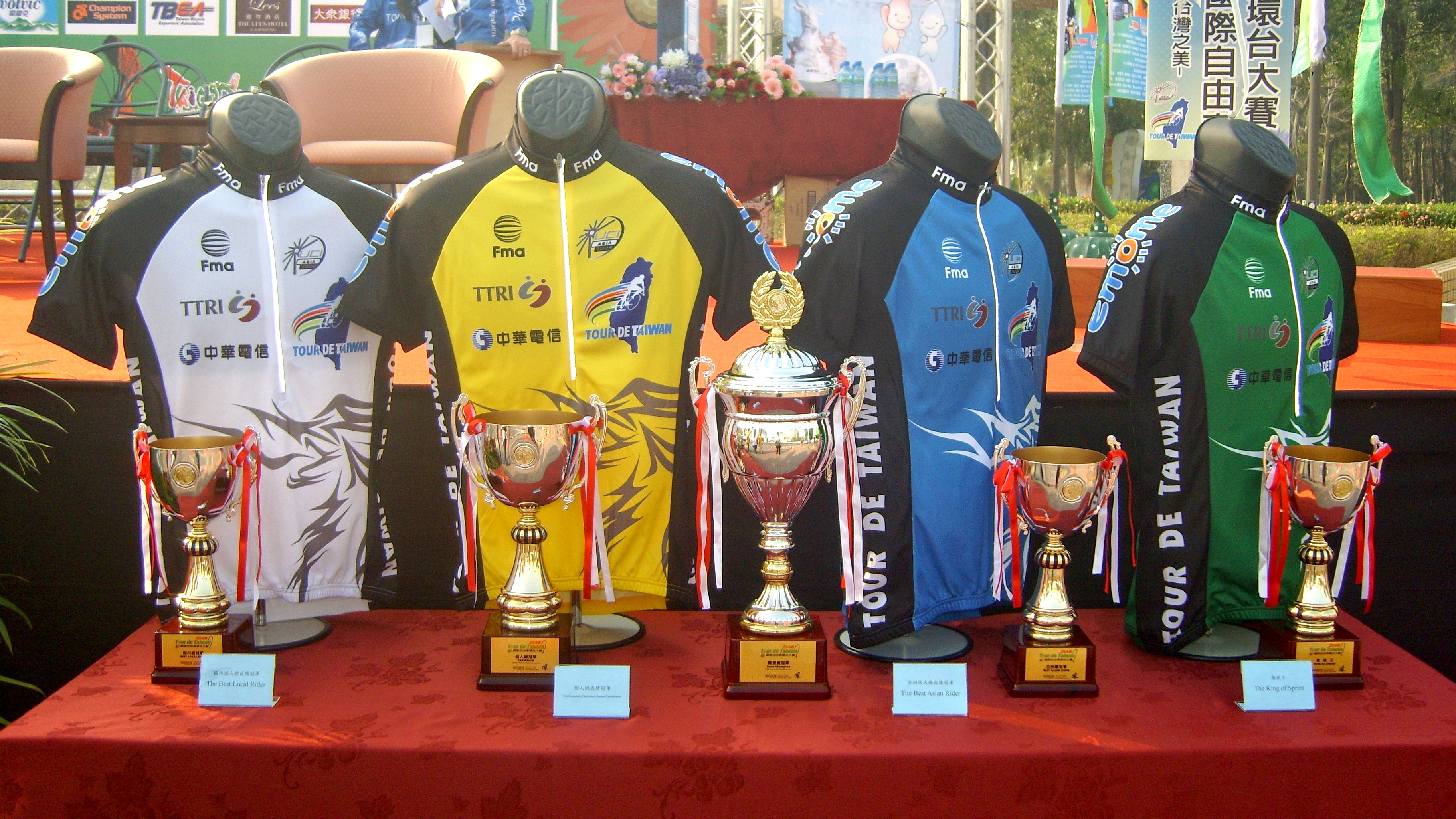
Die Pokale und Siegertrikots der Tour de Taiwan 2008

Die Tour de Taiwan (chinesisch 國際自由車環台公路大賽 / 国际自由车环台公路大赛 – „wörtl. Große Internationale Taiwan Straßenradrundfahrt“), auch als „Taiwan-Rundfahrt“ bekannt, ist ein jährlich stattfindendes Etappenrennen im Straßenradsport auf Taiwan, Republik China.
Die Tour de Taiwan wurde erstmals im März 1978 ausgetragen. Initiator war der Gründer der Giant Sports Foundation, King Liu. Start- und Zielort der ersten Rundfahrt war Taipeh im Norden Taiwans. Sie führte einmal rund um die Insel durch West-, Süd- und Osttaiwan.
Seit 2005 ist die Tour von der Union Cycliste Internationale anerkannt und seither integraler Bestandteil der jährlich im März stattfindenden Internationalen Fahrradmesse Taipeh („Taipei International Cycle Show“). Sie ist Teil der UCI Asia Tour und dort seit 2012 in die UCI-Kategorie 2.1 eingestuft.

## Sieger
- 2020  Nicholas White
- 2019  Jonathan Clarke
- 2018  Yukiya Arashiro
- 2017  Benjamin Prades
- 2016  Robbie Hucker
- 2015  Mirsamad Pourseyedi
- 2014  Rémy Di Gregorio
- 2013  Bernard Sulzberger
- 2012  Rhys Pollock
- 2011  Markus Eibegger
- 2010  David McCann
- 2009  Krzysztof Jeżowski
- 2008  John Murphy
- 2007  Shawn Milne
- 2006  Kirk O’Bee[1] –  Stephen Gallagher
- 2005  Ahad Kazemi
- 2004  Moritz Milatz
- 2003  Ghader Mizbani
- 1993  Ralf Schmidt

1. ↑  Die Resultate von O’Bee seit Oktober 2005 wurden wegen Dopings annulliert. Armstrongs Ex-Teamkollege zum zweiten Mal des Dopings überführt in Tages-Anzeiger vom 7. Oktober 2010